# آندره‌آ گازبارونی
آندره‌آ گازبارونی (ایتالیایی: Andrea Gasbarroni؛ زادهٔ ۶ اوت ۱۹۸۱) بازیکن فوتبال اهل ایتالیا است.
از باشگاه‌هایی که در آن بازی کرده‌است می‌توان به باشگاه فوتبال مونتسا، باشگاه فوتبال پارما، باشگاه فوتبال یوونتوس، باشگاه فوتبال سمپدوریا، باشگاه فوتبال پالرمو، باشگاه فوتبال وارزه، باشگاه فوتبال جنوآ، و باشگاه فوتبال تورینو اشاره کرد.
وی همچنین در تیم‌های ملی فوتبال زیر ۲۱ سال ایتالیا بازی کرده‌است.
وی در مسابقات کشوری و بین‌المللی در مجموع برندهٔ ۱ مدال برنز شده‌است.